# Anamnesia
Anamnesia est un groupe de heavy metal franco-belge.

## Biographie
Le groupe Anamnesia est formé à l’été 2004 sous l’impulsion de Damien et Kristof, sur les cendres d'un groupe local appelé HalfSide. Influencés par des groupes tels que Soulfly, Korn, Rammstein et par des compositeurs classiques (Bach, Beethoven…), la formation d’origine lorraine invente une forme de heavy metal hybride alliant la lourdeur du trash au lyrisme de la musique classique sur fond de mélancolie gothique et de rythmes industriels. Anamnesia tire son nom de « anamnèse » (rappel du souvenir). Les textes évoquent la mémoire, les souvenirs et les émotions qui en découlent.
En 2005, Anamnesia enregistre The One, une démo six titres. En 2006, le groupe enregistre et publie son premier album douze titres intitulé Of Hopes and Ashes. L'album est distribué régionalement et référencé nationalement en Fnac. En 2008 sort le deuxième album du groupe, Of Gods and Men. Le groupe se produit avec Watcha, Dagoba, Markize ou Delain sur des scènes de France et de Belgique.
En 2011, Anamnesia publie son troisième opus, Of Shadows and Angels.

## Membres

### Membres actuels
- Damien - chant
- Kristof - basse
- Fred - claviers
- Kilian - guitare

### Anciens membres
- Nicolas K - guitare
- JC - guitare
- AlX -batterie
- Ben - claviers